# 파트릭 클라위버르트
파트릭 스테판 클라위버르트(네덜란드어: Patrick Stephan Kluivert, 1976년 7월 1일 ~ )는 태어난 수리남계 네덜란드의 전 축구 선수이자 현 축구 지도자로 현재 인도네시아 축구 국가대표팀의 사령탑을 맡고 있다.

## 선수 경력
AFC 아약스에서의 맹활약을 바탕으로 잉글랜드에서 열린 유로 1996에서 거스 히딩크 감독의 네덜란드 대표팀에 발탁되었다. 이어 1998년 FIFA 월드컵에서는 네덜란드 대표팀의 주전 공격수로 맹활약했다.
FC 바르셀로나 소속으로 히바우두와 함께 1998-99시즌 라 리가 우승을 이끌며 전성기를 맞이했고, 2000년 자국에서 개최된 유로 2000에서 5골로 득점왕에 오르며 물오른 기량을 과시했다. 그러나 이후 이어진 부상과 슬럼프로 같은 날에 태어난 동갑내기 뤼트 판 니스텔로이에게 주전 자리를 빼앗기고 대표팀에서 밀려났다. 2007년부터 2008년까지 1년간 프랑스의 릴 OSC에서 뛴 뒤 선수에서 은퇴하였다.

## 감독 경력
은퇴 후에는 주로 네덜란드 팀의 코치를 하다가 2012년부터 2년 간 루이스 판 할 감독 하에서 국가대표팀 코치를 맡았으며, 2015년부터 2016년까지 퀴라소 축구 국가대표팀의 감독을 맡았다. 2016년부터 2017년까지 파리 생제르맹 단장을 맡았다.

## 수상

#### 현역
- 라리가 : 1998-99
- 에레디비시 : 1994–95, 1995–96, 2006–07
- 네덜란드 슈퍼컵 : 1994, 1995
- UEFA 챔피언스리그 : 1994-95
- UEFA 슈퍼컵 : 1995
- 인터컨티넨탈컵 : 1995
- FIFA 월드컵 4위 : 1998
- UEFA 유로 3위 : 2000

#### 감독
- 벨로프텐 에레디비시 : 2011-12

#### 개인
- 발롱도르 5위 : 1995
- UEFA 유로 득점왕 : 2000
- UEFA 유로 대회 베스트 : 2000
- 네덜란드 올해의 재능 : 1995
- 브라보 상 : 1995
- FIFA 100 : 2004